# 1922 (映画)
『1922』（原題：1922）は、2017年制作のアメリカ合衆国のスリラー映画。スティーヴン・キング原作の同名小説（Full Dark, No Stars所収）の映画化。Netflixオリジナル映画。

## あらすじ
とあるホテルの一室で初老の男ウィルフレッドがペンを取り、過去に自らが犯した罪について書き記しているところから物語は始まる。
遡ること数年前の1922年、ウィルフレッドは妻アルレットと14歳の息子ヘンリーとネブラスカ州の片田舎で広大な農場を経営していた。だが、田舎が嫌で都会暮らしに憧れていたアルレットは、自分が権利を持っている農場と家を売って都会に行くと言い出す。ウィルフレッドはこの地を離れる気はなく、また隣の家の娘シャノンと恋愛していたヘンリーも、やはり離れる気はなかった。
ウィルフレッドはヘンリーを引き込み、2人でアルレットを殺害、死体を井戸に棄て、彼女が失踪したかのように偽装工作を行う。しかし、次第に罪の意識に耐えられなくなった2人は精神的にも肉体的にも追い詰められていき、やがて破滅の時を迎える。

## キャスト
- ウィルフレッド・ジェームズ：トーマス・ジェーン（吹替：樋浦勉）
- アルレット・ジェームズ：モリー・パーカー（吹替：山崎美貴）
- ヘンリー・ジェームズ：ディラン・シュミット（吹替：大森大樹）
- ハーラン・コテリー：ニール・マクドノー（吹替：森田順平）
- シャノン・コテリー：ケイトリン・バーナード（吹替：安藤瞳）
- アンドリュー・レスター：ボブ・フレイザー（吹替：横堀悦夫）
- ジョーンズ保安官：ブライアン・ダーシー・ジェームズ（吹替：立川三貴）
- サリー・コテリー：ターニャ・シャンプー
- ラース：エリック・キーンリーサイド（吹替：山岸治雄）
- ストッペンハウザー：パトリック・キーティング（吹替：宮崎敦吉）

日本語版スタッフ：演出：中野洋志、翻訳：岡田まゆみ、制作：ACクリエイト